# Daniele Lucantoni
Daniele Lucantoni (Pescara, 14 luglio 1959) è un ex cestista italiano.

## Carriera
Ha giocato nel 1984-85 in Serie A2 con il Porto San Giorgio. Nel  1985-1986 è alla Pallacanestro Trieste (229 minuti e 69 punti in Serie A1), nel 1987-1988 a Mestre e nel 1988-1989 torna a Porto San Giorgio. Ha successivamente giocato nella Sutor Montegranaro in Serie B1.